# Monocillium indicum
Monocillium indicum är en svampart som beskrevs av S.B. Saksena 1955. Monocillium indicum ingår i släktet Monocillium och familjen Niessliaceae.   Inga underarter finns listade i Catalogue of Life.